# Stouby
Stouby – miasto w Danii, w regionie Jutlandia Środkowa, w gminie Hedensted.